# Ибарра, Джозеф
Джозеф (Джо) Ибарра (англ. Joseph Ybarra; род. 1954) — американский продюсер и геймдизайнер.

## Биография
Джозеф Ибарра работал в Apple Computer до того, как в 1982 году ушёл работать в Electronic Arts, основанную его коллегой, бывшим сотрудником Apple, Трипом Хокинсом. Там он стал одним из оригинальных продюсеров и геймдизайнеров Electronic Arts в 1982 году (вместе со Стюартом Бонном, Дейвом Эвансом, Сьюзан Ли-Мерроу и Пэтом Марриоттом), где Трипом Хокинсом была создана концепция "геймпродюсера". В это время Джозеф продюсировал несколько высоко оценённых видеоигр, в том числе M.U.L.E. от Даниэля Бантена и Ozark Softscape, The Seven Cities of Gold (также от Бантена), Starflight и One-on-One: Julius Erving and Larry Bird от Эрика Хаммонда. Ибарра также был оригинальным продюсером первой версии John Madden Football.
Позже Джозеф стал президентом игрового издательства Infocom и выпускал MMORPG для Sierra Online и Monolith Productions.
Ибарра работал с Cheyenne Mountain Entertainment и её дочерней фирмой FireSky над ММО Stargate Worlds в качестве старшего вице-президента по стратегическим операциям. Однако 12 февраля 2010 года Cheyenne Mountain Entertainment подала заявление о банкротстве и закрыла проект Stargate: Resistance.
11 марта 2013 года Джозеф анонсировал на Kickstarter проект симуляционной игры под названием Shackleton Crater, объявленной как "стратегическая игра о колонизации Луны, основанная на сегодняшней науке и завтрашней мечте". Однако она была закрыта до достижения своих финансовых целей.
В настоящее время Джозеф Ибарра преподает курсы по производству видеоигр в колледже Коллинза в Финиксе в Аризоне.

## Проекты

### Electronic Arts
- M.U.L.E. (1983) — продюсер
- One-on-One: Julius Erving and Larry Bird (1984) — продюсер
- Archon II: Adept (1984) — продюсер
- The Seven Cities of Gold (1985) — продюсер
- Heart of Africa (1985) — продюсер
- Tales of the Unknown: Volume I: The Bard's Tale (1986) — продюсер
- Starflight (1986) — продюсер
- The Bard's Tale II: The Destiny Knight (1986) — продюсер
- Arcticfox (1986) — продюсер
- Legacy of the Ancients (1987) — продюсер
- Earth Orbit Stations (1987) — продюсер
- John Madden Football (1988) — продюсер

### Activision
- The Adventures of Rad Gravity (1990) — продюсер
- Ultimate Air Combat (1992) — сопродюсер

### Asciiware
- Spellcraft: Aspects of Valor (1992) — концепт и геймдизайн

### Sierra Online
- The Shadow of Yserbius (1993) — геймдизайнер
- The Fates of Twinion (1993) — геймдизайнер
- Alien Legacy (1994) — продюсер

### 3DO Company
- Blade Force (1995) — дополнительная работа продюсерского типа и работа в отделе жалоб
- Killing Time (1996) — исполнительный продюсер

### Microsoft
- Age of Empires II: The Conquerors (2000) — обеспечение качества и тестирование

### Ubisoft
- Uru: Ages Beyond Myst (2003) — вице-президент по производству
- Shadowbane (2003) — исполнительный продюсер[10]
- Uru: To D'ni (2004) — вице-президент по производству

### Monolith Productions
- The Matrix Online (2005) — старший продюсер[11]

### Activision
- Spider-Man: Web of Shadows: Amazing Allies Edition (2008) — обеспечение качества
- Kung Fu Panda: Legendary Warriors (Nintendo DS) (2008) — обеспечение качества

### inXile Entertainment
- The Bard's Tale Trilogy (2018) — продюсер

### Xbox Game Studios
- Age of Empires II: Definitive Edition (2019) — обеспечение качества и тестирование